# Премия Браги

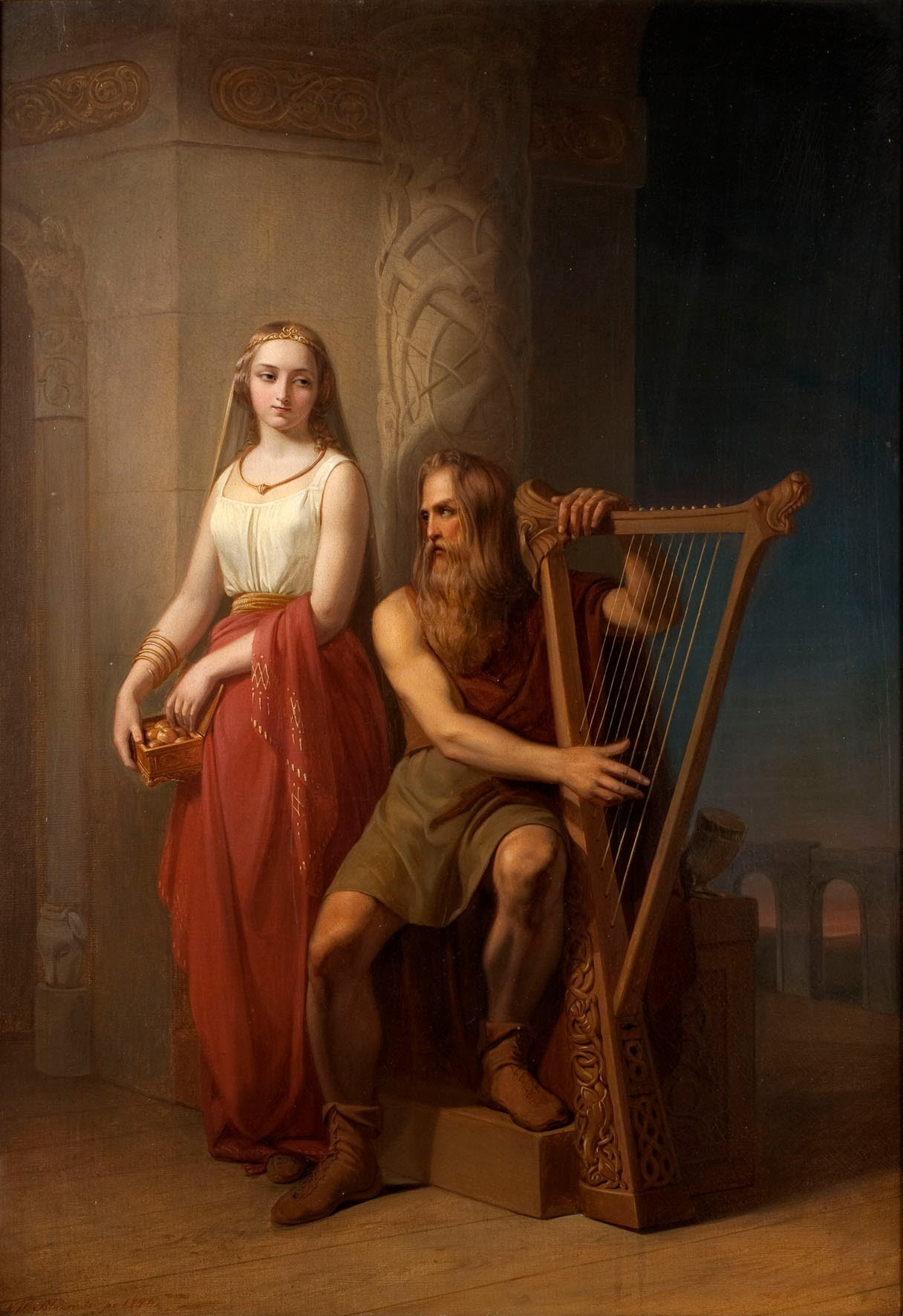
Скандинавские боги Браги и Идун на картине Нильса Бломмера.

Премия Браги (норв. Brageprisen) — норвежская литературная премия, присуждаемая ежегодно Норвежским книжным призовым фондом (норв. Den norske bokprisen) совместно с Ассоциацией норвежских издателей за недавно опубликованные произведения норвежской литературы. Премия названа в честь Браги — бога-скальда из германо-скандинавских мифов. Вручение премии Браги происходит каждую осень, начиная с 1992 года, в следующих категориях:
- Беллетристика
- Детская литература
- Документальная проза
- Открытый класс (меняется каждый год)

Также в первые годы существования премии Браги она вручалась в следующих категориях, которые теперь упразднены:
- Поэзия
- Учебники
- Книжки с картинками
- Общая литература

Кроме того, присуждается почётная премия Браги, которая вручается не за конкретное произведение, а за общий вклад в норвежскую литературу.
Сам приз представляет собой наградную статуэтку работы скульптора Бёрре Ларсена и денежное вознаграждение в размере 75 000 норвежских крон. Премия присуждается по совокупности литературных достоинств и общественного интереса к произведению.
Премия Браги считается одной из престижнейших литературных премий Норвегии.

## Лауреаты

### Беллетристика

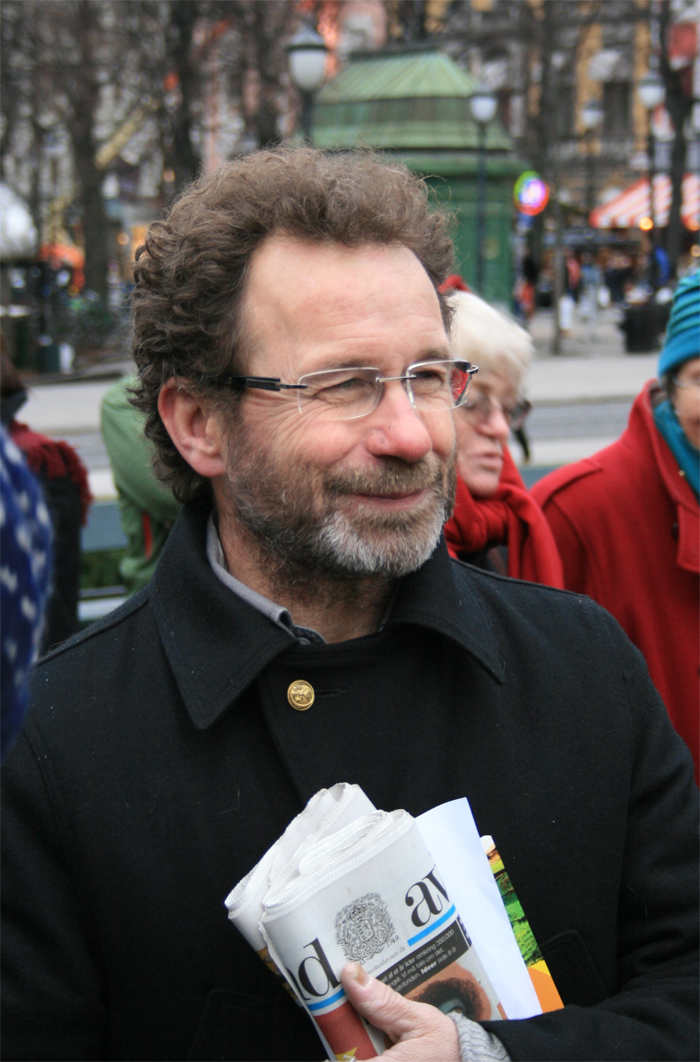
Писатель Пер Петтерсон, лауреат в категории «Беллетристика» 2000 и 2008 годов.

- 1992 — Карстен Альнес, за роман «Trollbyen».
- 1993 — Эйстейн Лённ, за новеллу «Метод Тране»[рус. изд. 1] (норв. Thranes metode).
- 1994 — Сигмунд Мьельве[норв.], за сборник стихотворений «Område aldri fastlagt».
- 1995 — Ингвар Амбьёрнсен, за роман «Танец птиц» (норв. Fugledansen).
- 1996 — Бергльот Хубек Хафф[англ.], за роман «Стыд» (норв. Skammen).
- 1997 — Лив Кёльтцов[англ.], за роман «Verden forsvinner»
- 1998 — Хьяртан Флёгстад, за роман «Kron og mynt»
- 1999 — Фруде Грюттен[англ.], за сборник рассказов «Песни из Бикубе» (норв. Bikubesong).
- 2000 — Пер Петтерсон, за роман «В кильватере» (норв. I kjølvannet)
- 2001 — Ларс Соби Кристенсен, за роман «Полубрат»[рус. изд. 2] (норв. Halvbroren).
- 2002 — Нильс Фредрик Даль, за роман «På vei til en venn».
- 2003 — Ингер Элизабет Хансен[англ.], за сборник стихотворений «Trask».
- 2004 — Ханне Эрставик, за роман «Пасторша»[рус. изд. 3] (норв. Presten).
- 2005 — Марита Фоссум[норв.], за роман «Forestill deg».
- 2006 — Даг Солстад, за роман «Арманд В. Сноски к захороненному роману» (норв. Armand V. Fotnoter til en uutgravd roman).[2]
- 2007 — Карл Фруде Тиллер, за роман «Осложнение» (норв. Innsirkling).
- 2008 — Пер Петтерсон, за роман «Я проклинаю реку времени»[рус. изд. 4] (норв. Jeg forbanner tidens elv).
- 2009 — Карл Уве Кнаусгор, за первый том автобиографии «Моя борьба» (норв. Min Kamp. Første bind).
- 2010 — Гёуте Хейволл[норв.], за роман «Før jeg brenner ned».
- 2011 — Томас Эспедаль, за роман «Imot naturen».
- 2012 — Ларс Амунд Вааге, за роман «Петь».[3]
- 2013 — Рут Лиллегравен, за поэтический сборник «Urd».

### Детская литература

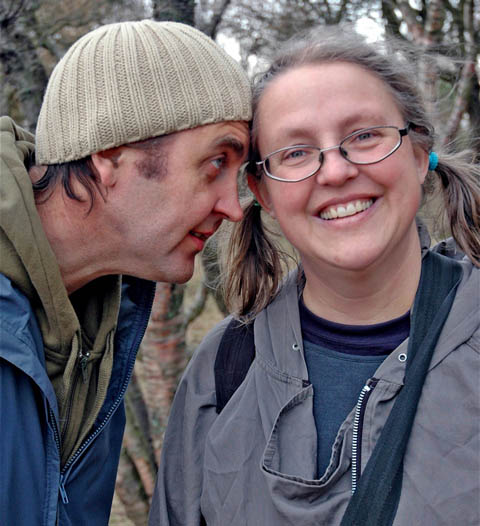
Писательница и иллюстратор, лауреаты в категории «Детская литература» 2002 года.

- 1992 — Рагнар Хувланн[норв.], за «Ein motorsykkel i natta».
- 1993 — Туриль Эйде, за «Skjulte ærend».
- 1994 — Клаус Хагерюп[норв.], за роман «Маркус и Диана»[рус. изд. 5] (норв. Markus og Diana. Lyset fra Sirius).
- 1995 — Лив Мари Эустрем[норв.] и Акин Дюзакин[норв.] (иллюстратор), за «Tvillingbror».
- 1996 — Эйрик Ньют[норв.], за «Jakten på sannheten».
- 1997 — Харальд Росенлёв Эег[норв.], за «Vrengt».
- 1998 — Стейн Эрик Люнде[норв.], за «Eggg».
- 1999 — Эрна Усланн, за «Salamanderryttaren».
- 2000 — Руни Белсвик[норв.], за «Ein naken gut».
- 2001 — Анне Биркефельдт Рагде[норв.], за биографию Сигрид Унсет «Biografien om Sigrid Undset. Ogsaa en ung Pige».
- 2002 — Гру Дале[норв.] и Свейн Нихус[норв.] (иллюстратор), за «Snill».
- 2003 — Хельга Гунериус Эриксен и Грю Моурсунн[норв.], за «Flugepapir».
- 2004 — Харальд Росенлёв Эег[норв.], за «Yatzy».
- 2005 — Арне Свинген[норв.], за «Svart elfenben».
- 2006 — Стиан Холе[норв.], за книжку с картинками «Лето Гармана»[рус. изд. 6] (норв. Garmanns sommer).[2]
- 2007 — Линн Сунне[норв.], за «Happy».
- 2008 — Юхан Харстад[норв.], за «Darlah — 172 timer på månen».
- 2009 — Мария Парр, за повесть «Тоня Глиммердал»[рус. изд. 7] (норв. Tonje Glimmerdal; с иллюстрациями Осхильд Иргенс[норв.]).
- 2010 — Хильде Кристин Квалвог[норв.], за «Fengsla».
- 2011 — Инга Сетре, за графический роман «Fallteknikk».
- 2012 — Кари Стай, за роман «Йакоб и Некоб. Вор возвращается».[3]
- 2013 — Бриньюльф Юнг Тьенн, за «Så vakker du er».

### Документальная проза
- 1992 — Арне Форсгрен за рок-энциклопедию «Rockleksikon» под его редакцией.
- 1993 — Тронд Берг Эриксен[норв.], за книгу о «Божественной комедии» Данте Алигьери «Reisen gjennom helvete. Dantes inferno».
- 1994 — Эйнар-Арне Дривенес[норв.], Марит Анне Хёуан[норв.] и Хельге Вольд, за книгу по истории Нур-Норге «Nordnorsk kulturhistorie» под их редакцией.
- 1995 — Эспен Диетрикс[норв.] и Лайф Йерстад, за научно-популярную книгу о работе мозга «Vår fantastiske hjerne».
- 1996 — Ариль Стубхауг[норв.], за биографию норвежского математика Нильса Хенрика Абеля «Et foranskutt lyn. Nils Henrik Abel og hans tid».
- 1997 — Анне Викстрём, за книгу о норвежских художницах XIX века — Оде Крог, Гарриет Баккер, Осте Ханстеен и других — «Kvinneliv, kunstnerliv. Kvinnelige malere i Nørge før 1900».
- 1998 — Лайф Рюварден[норв.] и Клаус Хёйланн, за научно-популярную книгу о грибах «Er det liv, er det sopp».
- 1999 — Турбьёрн Ферёвик[норв.], за книгу об Индии «India — Stevnemøte med skjebnen».
- 2000 — Юхан Гальтунг, за автобиографию «Johan uten land. På fredsveien gjennom verden».
- 2001 — Атле Нэсс[норв.], за биографию Галилео Галилея «Da jorden stod stille. Galileo Galilei og hans tid».
- 2002 — Иво де Фигейредо[норв.], за биографию Юхана Бернхарда Йорта[норв.] «Fri mann».
- 2003 — Кнут Хьельстадли[норв.], за трёхтомник «Norsk innvandringshistorie» под его редакцией.
- 2004 — Тур Буманн-Ларсен[норв.], за вторую книгу из его серии о короле Хоконе VII и королеве Мод «Folket. Haakon & Maud II».
- 2005 — Одд Карстен Твейт[норв.], за книгу о роли Норвегии в палестино-израильском конфликте «Krig og diplomati. Oslo—Jerusalem 1978—1996».
- 2006 — Бент Суфус Транёй[норв.], за книгу «Markedets makt over sinnene», в которой он критикует рыночный фундаментализм.[2]
- 2007 — Франк Россавик[норв.], за биографию норвежского политика Эйнара Фёрде[норв.] «Stikk i strid».
- 2008 — Бьёрн Вестли[норв.], за книгу «Fars krig» о его отце, Петтере Вестли, служившего в СС во время Второй мировой войны.
- 2009 — Хьетиль Стенсвик Эстли[норв.], за книгу «Politi og røver» о противостоянии криминала и полиции.
- 2010 — Туне Хусе[норв.], за книгу «Tøyengata» о процессах интеграции на улице Тёйенгата[норв.] в Осло, несколько десятилетий заселяемой иммигрантами из стран Азии и Африки.
- 2011 — Simen Ekern, за «Roma: Nye fascister, røde terrorister og drømmen om det søte liv».
- 2012 — Турбьёрн Феровик, за «Королевство Мао, история трагедии».[3]
- 2013 — Стеффен Квернеланн, за комикс-биографию «Мунк».

### Открытый класс
- 1996 — Эссе: Свен Керуп Бьёрнебу[норв.], за «Jerusalem, en sentimental reise».
- 1997 — Книжки с картинками для детей: писательница Лив Мари Эустрем[норв.] и иллюстратор Акин Дюзакин[норв.], за «Tvillingsøster».
- 1998 — Литературные переводы: Кристиан Ругстад[норв.], за перевод романа Жозе Сарамаго «Год смерти Рикардо Рейса» (порт. О ano da morte de Ricardo Reis, норв. Det året Ricardo Reis døde).
- 1999 — Биографии: Андерс Хегер[норв.], за биографию норвежского писателя Агнара Мюкле[норв.] «Mykle. Et diktet liv».
- 2000 — Криминальные драмы: Карин Фоссум, за детектив «Немые крики» (норв. Elskede Poona) из серии о Конраде Сейере[норв.].
- 2001 — Лирика: Анни Риис, за сборник стихотворений «Himmel av stål».
- 2002 — Книги для юношества: Синне Сун Лёес[норв.], за «Å spise blomster til frokost».
- 2003 — Книги о путешествиях: Турбьёрн Ферёвик[норв.], за рассказ о путешествии по реке Янцзы «Kina. En reise på livets elv».
- 2004 — Рассказы: Арне Люгре, за сборник рассказов «Tid inne».
- 2005 — Комиксы: Йон Арне Сетерёй (более известный под псевдонимом «Jason»), за «La meg vise deg noe…».
- 2006 — Школьные учебники для 1—10 классов: Катинка Бликфельдт, Тур Гуннар Хеггем и Эллен Ларсен, за «Kontekst. Basisbok i norsk for ungdomstrinnet».[2]
- 2007 — Документальная проза для детей: писатель Юн Эво[норв.] и иллюстратор Бьёрн Оусланд[норв.], за биографию норвежского короля Хокона III «Fortellingen om et mulig drap».
- 2008 — Поэзия: Эйвинд Римберейд[норв.], за сборник стихотворений «Herbarium».
- 2009 — Литературные переводы: Бьёрн Алекс Херрман, за перевод романа Германа Мелвилла «Моби Дик» (англ. Moby-Dick).
- 2010 — Книжки с картинками для взрослых и детей: Стиан Холе[норв.], за «Garmanns hemmelighet».
- 2011 — Биографии: историк Арнхильд Скре, за «Hulda Garborg: Nasjonal strateg».
- 2012 — Книги для подростков: Линн Сунне, за роман «Бельчонок».[3]
- 2013 — Книга фактов для взрослых: Янн Де Капрона, за «Norsk etymologisk ordbok».

### Почётная премия

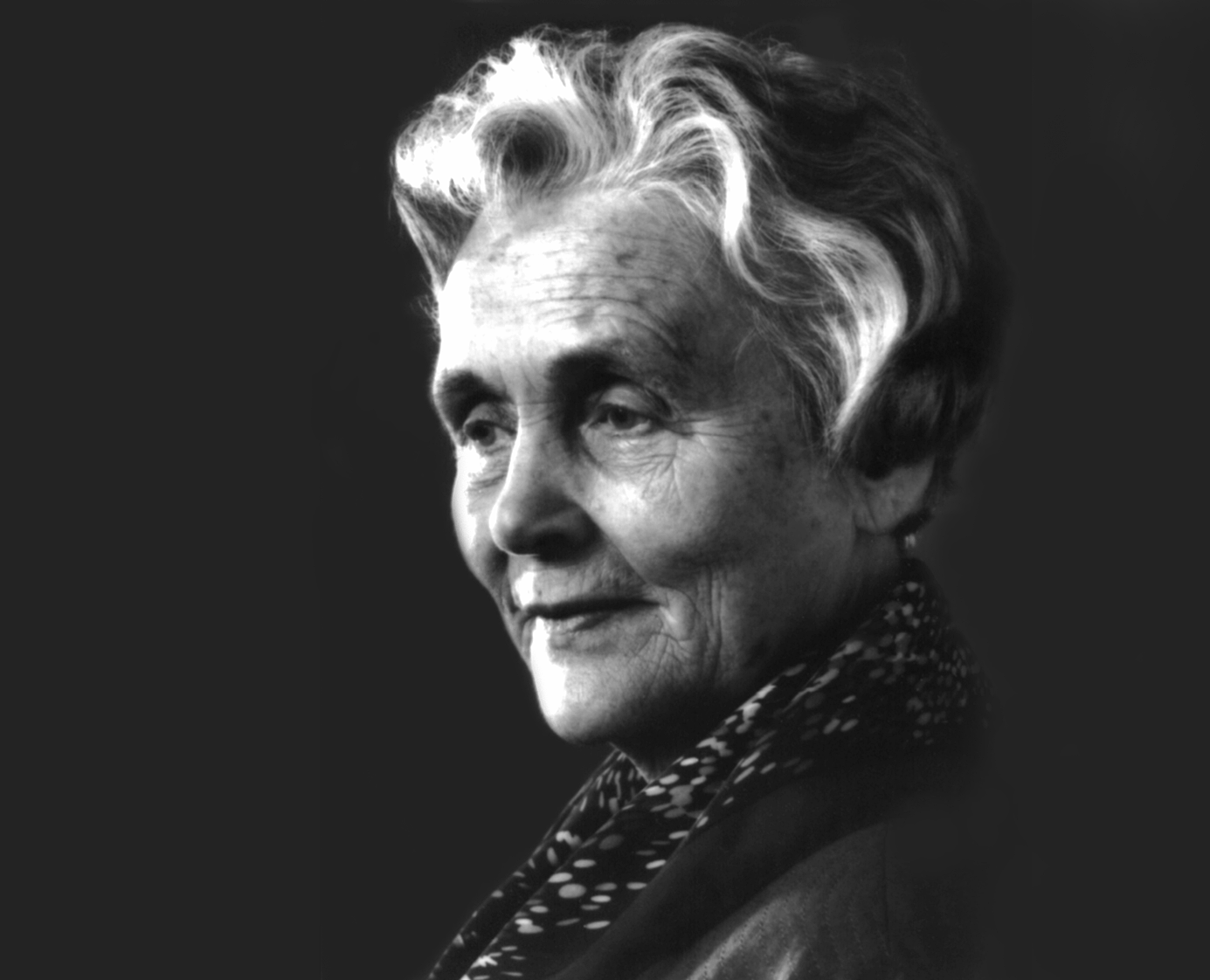
Поэтесса Халдис Мурен Весос, лауреат Почётной премии 1994 года.

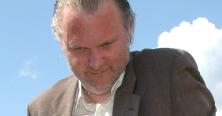
Драматург Юн Фоссе, лауреат Почётной премии 2005 года.

- 1992 — Профессор литературы Сигмунд Скар[англ.].
- 1993 — Премия не вручалась.
- 1994 — Поэтесса Халдис Мурен Весос.
- 1995 — Детская писательница Анне-Катарина Вестли.
- 1996 — Писатель Хьелль Аскильдсен.
- 1997 — Поэт Ян Эрик Вольд[норв.].
- 1998 — Писатель Даг Солстад.
- 1999 — Художник Хьелль Эукруст[норв.].
- 2000 — Поэтесса Эльдрид Лунден.
- 2001 — Писатель Юн Бинг[англ.].
- 2002 — Писатель Юстейн Гордер.
- 2003 — Писатель Карстен Альнес.
- 2004 — Государственное некоммерческое литературное агентство NORLA[англ.] (Норвежская литература за рубежом).
- 2005 — Драматург Юн Фоссе.
- 2006 — Литературные переводчики Кари[норв.] и Хьелль Рисвик[норв.].[2]
- 2007 — Главный редактор издательства Samlaget[англ.], детская писательница Гури Весос[англ.].
- 2008 — Писатель Хьяртан Флёгстад.
- 2009 — Писатель-фантаст Тур Оге Брингсвярд[англ.].
- 2010 — Писательница Хербьёрг Вассму.
- 2011 — Поэт Колбейн Фалькейд.
- 2012 — Писатель Кнут Фальдбаккен.[3]
- 2013 — Премия не вручалась.

### Упразднённые категории

#### Поэзия

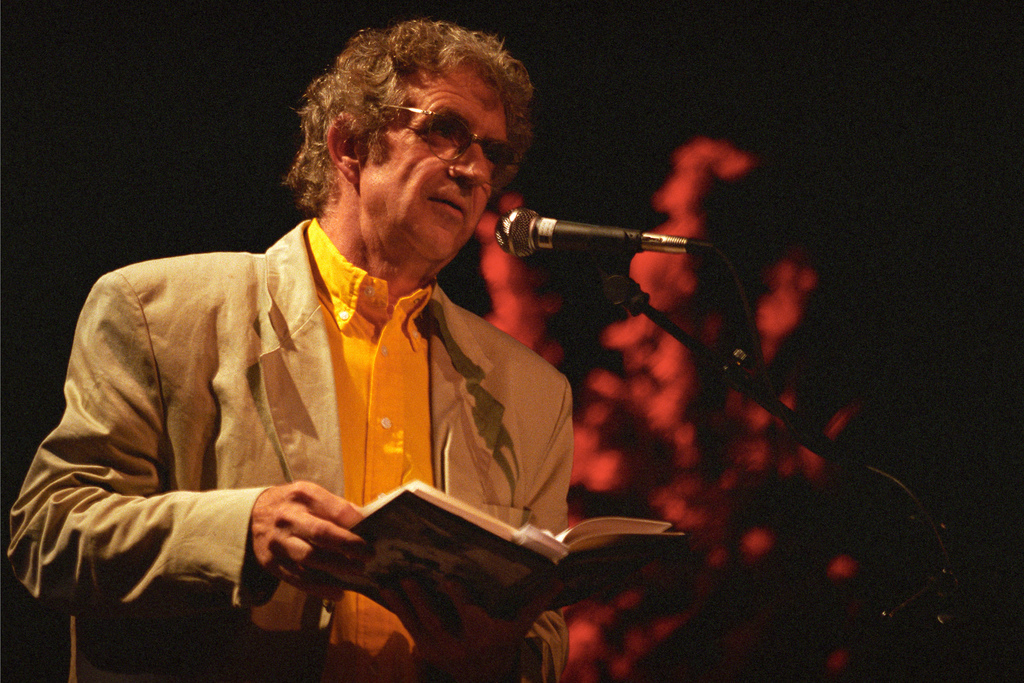
Поэт, лауреат в категории «Поэзия» 1993 года.

- 1992 — Пол-Хельге Хауген[норв.], за сборник стихотворений «Sone 0»
- 1993 — Ян Эрик Вольд[норв.], за сборник стихотворений «IKKE: skillingstrykk fra nittitallet».
- 1995 — Эйвинн Берг[норв.], за сборник стихотворений «Forskjellig».

#### Учебники
- 1992 — Хокон Аскеланн и др., за «Soria Moria»
- 1993 — Историк Туре Линне Эриксен[англ.], за «Norge og verden fra 1850—1940»
- 1994 — Эйстейн Бенестад, Гейр Боттен, Ингвилль Хульден, Асбьёрн Лоне и Бьёрн Скор, за «Tallenes tale — Matematikk for 5 timers grunnkurs»
- 1995 — Астрид Карлсон, Свейн Олаф Дрангейд и Трульс Линд, за «Humanbiologi»

#### Книжки с картинками
- 1992 — Писательница Сиссель Сульбьёрг Бьюгн[норв.] и иллюстратор Фам Экман[норв.], за «Jente i bitar»
- 1993 — Писательница Эльсе Ферден[норв.] и иллюстратор Сиссель Йерсум[норв.], за «Garnnøstet som forsvant»

#### Общая литература
- 1992 — Историк Ида Блум за трёхтомник «Cappelens kvinnehistorie», вышедший под её редакцией.
- 1993 — Писательница и литературный критик Турдис Эрьясетер[норв.], за биографию Сигрид Унсет «Menneskenes hjerter».

## Русские издания книг, отмеченных премией
1. ↑  Лённ, Эйстейн. Метод Тране // Мы здесь пока живём = Thranes metode / Сост. Линн Улльманн. — СПб.: Русско-Балтийский информационный центр БЛИЦ, 1999. — С. 42—99. — 448 с. — (Норд-Вест). — 5000 экз. — ISBN 5-86789-110-0.
2. ↑  Кристенсен, Ларс Сааби. Полубрат = Halvbroren / Пер. О. Дробот. — М.: Махаон, 2005. — 768 с. — (Современная классика). — 10 000 экз. — ISBN 5-18-000743-7.
3. ↑  Эрставик, Ханне. Пасторша = Presten / Пер. О. Дробот и С. Карпушиной. — М.: Текст, 2006. — 237 с. — (Первый ряд). — 1500 экз. — ISBN 5-7516-0565-9.
4. ↑  Петтерсон, Пер. Я проклинаю реку времени = Jeg forbanner tidens elv / Пер. О. Дробот. — М.: Текст, 2011. — 240 с. — (Первый ряд). — 3500 экз. — ISBN 978-5-7516-1008-1.
5. ↑  Хагерюп, Клаус. Маркус и Диана = Markus og Diana / Пер. В. Дьяконовой. — СПб.: Азбука-классика, 2004. — 219 с. — 13 000 экз. — ISBN 5-352-00623-9.
6. ↑  Холе, Стиан. Лето Гармана = Garmanns sommer / Пер. О. Дробот. — М.: Махаон, 2007. — 42 с. — 3000 экз. — ISBN 978-5-18-001198-5.
7. ↑  Парр, Мария. Тоня Глиммердал = Tonje Glimmerdal / Пер. О. Дробот; Илл. О. Бухарова. — М.: Самокат, 2011. — 280 с. — 5000 экз. — ISBN 978-5-91759-035-6.